# Апсцес дојке
Апсцеси дојке (АД) је запаљењско гнојно жариште у дојци које настаје као компликација инфламаторног процеса у дојци (нпр. акутног маститиса). Огромна већина ових инфекција се јавља код жена, али се могу јавити и код мушкараца. АД је чест проблем, код жена у лактацији и у већини случајева је  доброћудне (бенигне) етиологије. Међутим ако се АД јави код жена која не доји, требало би узети у обзир лошију етиологију као што је нпр инфламаторни карцином, или би требало обавезно обавити преглед на новонасталу шећерну болест.
Клиничку слику карактерише отечена, болна дојка, са црвенилом и топлином коже и симптомом флуктуације.   Дијагноза и лечење апсцеса дојке нису тешки, али постоји висока стопа рецидива.  
Лечење је хируршко и засновано је на инцизији и дренажи запаљењског гнојног жариште у дојци. Антибиотици се нису показали ефикасним у превенцији лактационог апсцеса, али су корисни за лечење секундарне инфекције. 

## Епидемиологија
Дојење који је најчешће повезано са инфекцијама дојке, присутно је код 10% до 33% ових жена. Лактациони маститис је присутан код 2% до 3% жена у лактацији, а код 5% до 11% ових пацијената може развити апсцес. АД је најчешћи код жена у репродуктивном добу, просечне старости од 32 године. Апсцеси дојке који нису у лактацији имају шири распон старости, са врхунском инциденцом у четвртој деценији живота. 
Постоји јака повезаност између шећерне болести и пушења са апсцесима дојке без лактације. Гојазни пацијенти и Афроамериканци имају већу учесталост апсцеса дојке. Пирсинг брадавица је такође повезан са субареоларним апсцесима дојке у популацији која није у лактацији.

## Етиологија
Апсцес дојке је неспецифичан инфламаторни процес у виду накупљања гноја из различитих узрока. Апсцесе дојке у лактацији најчешће изазивају Стафилококус ауреус и Стрептококус и С. ауреус отпоран на метицилин  који је на глобалном нивоу све чешћи. Типично, апсцеси дојке без лактације су резултат инфекције мешаном флором (С. ауреус, Стрептококуса и анаеробне бактерје).
Упални процес дојке утиче на паренхим и млечне канале, у којима микроорганизми налазе одлично тло за размножавање, посебно ако постоји блокада у лучењу млека. 
Најчешће је изазван микроорганизмима са површине коже, који продиру у дубину ткива  кроз мала оштећења коже и рагаде на брадавици дојке. Како је дојка максимално трансформисана у анатомском и функционалном смислу и маститис и апсцес дојке се најчешће јављају током трудноће и у периоду дојења,    

### Фактори ризика
Познати фактори ризика су:
- старост преко 30 година,

- прворођенче,
- касни порођај.
- пушење дувана, може бити фактор ризика код жена пушача који бирају да доје,
- пирсинг брадавица, код жена које нису у лактацији.

## Патогенеза
Апсцес дојке, који се развија на основу коликвативних (некротичних) процеса током акутног маститиса, може бити локализован: 
- поткожно (премамарни апсцес),
- дубље у паренхиму (интрамамарни апсцес)
- веома дубоко између дојке и пекторалне фасције (ретромамарни апсцес).

Током лактације, апсцес дојке се развија само ретко, већина извора наводи да је то случај код 0,4–0,5% дојиља.

## Клиника слика
Пацијенткиње се  могу жалити на грозницу, мучнину, повраћање, гнојни исцедак из брадавице или места еритема.  Већина постпорођајних апсцеа се јавља у року од 6 недеља током дојења.
Локално у пределу дојке се уочава еритем, индурација, топлота и осетљивост на палпацију . Може се осећати као да постоји опипљива маса или подручје флуктуације. Може се јавити гнојни исцедак на брадавици или месту флуктуације. Пацијент такође може имати реактивну аксиларну аденопатију, грозницу или тахикардију (али су то ређе појаве).

## Дијагноза
Камен темељац дијагнозе апсцеса дојке је физички преглед. Може се урадити комплетна крвна слика ради процене леукоцитозе, али то није неопходно. Уколико постоји било каква видљива дренажа, могу се узети културе секрета како би се помогло у усмеравању лечења антибиотицима. 
Ултразвук дојке може се урадити ако се сумња на целулитис или апсцес, како би се проценило накупљање течности која се може дренирати. На ултразвуку, апсцеси могу изгледати као слабо дефинисане масе са унутрашњим септацијама.
У неким случајевима, да би се потврдило присуство апсцеса дојке, врши се аспирација садржаја иглом и анализира течност.

## Диференцијална дијагноза
- бенигна или малигна маса дојке,
- инфламаторни рак дојке,
- целулитис

## Терапија
Инцизија и дренажа су стандардне методе лечења апсцеса дојке. Ако пацијента прегледа у примарној здравственој заштити лекар који није упознат са извођењем ових процедура, може се започети терапија антибиотицима и упутити општем хирургу на дефинитивно лечење. Аспирација иглом може се покушати код апсцеса мањих од 3 цм или код лактационих апсцеса. Апсцеси који нису лактациони имају већу стопу рецидива и често захтевају вишеструке дренажне процедуре. Инцизија и дренажа имају ниже стопе рецидива, али су инвазивније од аспирације иглом и могу довести до ожиљака и нарушити козметички изглед дојке. Ако дође до рецидива апсцеса након аспирације иглом, треба извршити инцизију и дренажу. Ако постоји велика шупљина, након инцизије и дренаже, може се извршити тампонирање шупљине како би се подстакла даља дренажа и спречило зарастање реза коже пре него што се дренажа заврши. Типично, ове ране зарастају прилично брзо. Ако је узрок апсцеса зачепљње или ектатичан млечни канал, може бити неопходна хируршка ексцизија.
Примена антибиотика може биити пре или након дренаже апсцеса дојке. Постоји много опција за лечење и морају се узети у обзир могући патогени који су укључени на основу анамнезе пацијенткиње. Такође је важно размотрити да ли пацијенткиња доји и да ли су антибиотици који се дају безбедни код дојиља. Треба узети културе како би се усмерила антибиотска терапија, посебно код рекурентних апсцеса дојке. Неки од антибиотика које треба размотрити су нафцилин, аугментин, доксициклин, триметоприм, клиндамицин или ванкомицин. Терапија антибиотици може бити потребна од 4 до 7 дана.
Пацијенткиње са великим апсцесима дојке или знацима сепсе треба размотрити за пријем у болницу. Велики апсцеси дојке могу захтевати инцизију и дренажу у операционој сали, тампонирање ране ради зарастања секундарном интенцијом и евентуално интравенск примена  антибиотика.
Такође треба размотрити контролу бола помоћу НСАИЛ и/или лекова на рецепт.
Ако је дијагностикован апсцес дојке, бебу не треба дојити на тој дојци како би се спречило преношење инфекције.

## Прогноза
Већина изолованих случајева апсцеса дојке има добре исходе, али може довести до бола, ожиљака и лошег квалитета живота код жена са рекурентним инфекцијама.
Већина пацијената се опоравља у року од 2-3 недеље након маститиса. Сваки пацијент који и даље има карактеристике маститиса након 5 недеља треба да се процени на малигнитет или инфекцију.
Већина апсцеса дојке обично се јавља у постпорођајном периоду, а ако се види код жена које нису у лактацији, обавеза је клиничара да искључи инфламаторни рак дојке, новонасталу шећерну болест или инфекцију микобактеријом.

## Компликације
- ожиљци у дојци,
- асиметрија дојке
- бол у дојци,
- фистула у дојци
- повлачење комплекса брадавица-ареола што доводи до козметичког деформитета дојке.